# Lutjanus maxweberi
Lutjanus maxweberi és una espècie de peix de la família dels lutjànids i de l'ordre dels perciformes.

## Morfologia
- Els mascles poden assolir 15 cm de longitud total.[4][5]

## Hàbitat
És un peix de clima tropical (28°N-14°S, 116°E-155°E).

## Distribució geogràfica
Es troba a les Filipines, Indonèsia (Sulawesi) i Nova Guinea.